# Pieter Feith
Pieter Cornelis Feith (født 9. februar 1945 i Rotterdam, Holland) er en hollandsk diplomat, der i øjeblikket arbejder for European Union Special Representative (EUSR) i Kosovo.
Feith blev i 1970 kandidat i statskundskab fra Université de Lausanne.